# Synodes de Rome de 731

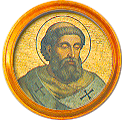
Portrait imaginaire de Grégoire III, 90e pape de l’Église romaine (Basilique Saint-Paul-hors-les-Murs; mosaïque du milieu du XIXe siècle).

Les deux synodes de Rome se tinrent dans la basilique Saint-Pierre de Rome sous l’autorité du pape Grégoire III en 731. Ils portèrent sur la défense du culte des images.

## Contexte historique
Au cours des dix années qui suivirent l’arrivée au pouvoir de  Léon III (717-741) les armées impériales devaient subir défaite sur défaite en Asie Mineure face aux Arabes. Dieu qui, dans le passé, avait permis aux empereurs de vaincre l’Empire perse, semblait cette fois se détourner d’eux. De plus, une éruption volcanique venue des profondeurs de la mer Égée en 726 ravagea tout le littoral d’Asie Mineure, de Grèce et des îles grecques. Selon les habitudes du temps, l’empereur pensa qu’il s’agissait du courroux divin et chercha comment l’apaiser. Son premier geste fut, en 722, de forcer les Juifs de l’empire à accepter le baptême. Cela n’empêcha pas les Arabes de ravager Iconium l’année suivante et de terminer la conquête de l’Arménie en s’emparant de Camachum.
Ses conseillers le persuadèrent que ces malheurs trouvaient leur cause dans la vénération excessive des icônes qui équivalait à de l’idolâtrie. Ils en voulaient comme preuve le fait que les icônes que l’on promenait sur les murailles des villes au cours des sièges s’étaient avérées impuissantes à empêcher la victoire des Arabes qui, eux, tout comme les Juifs de l’Ancien Testament, interdisaient formellement toute reproduction humaine. En juillet 723  le calife Yazīd II avait proscrit toute reproduction anthropomorphique jugée contraire à l’islam. L’iconoclasme constitua ainsi la voie que choisit Léon III pour regagner la faveur divine à un moment vital pour la survie de l’empire,.
Son premier geste concret fut d’envoyer un détachement de soldats retirer une image du Christ qui se trouvait au-dessus de la porte de bronze (Chalkè) à l’entrée principale du palais. Cette image jouissait d’une grande popularité dans la population ; la réaction de la foule fut immédiate et l’officier de même que ses soldats furent lynchés par la populace. L’attitude iconophobe de l’empereur provoqua, dès que connue, une insurrection en Grèce où le thème d’Hellade s’empressa de désigner un empereur rival qui dirigea sa flotte vers Constantinople. Bien que rapidement matée, cette mini-révolution montrait la différence d’opinion existant entre les provinces européennes, qui avaient toujours été favorables aux images, et celles d’Asie Mineure, qui leur étaient hostiles,. À partir de ce moment, la population se divisa entre iconoclastes (εικονοκλάσται, littéralement « briseurs d’images ») et iconodoules (εικονόδουλοι, littéralement « serviteurs des images ») appelés par dérision « iconolâtres » (εικονολάτραι). C’était un sérieux avertissement et Léon III réagit avec prudence. Ce n’est qu’en 730, soit quatre ans plus tard, après avoir cherché à négocier avec le pape Grégoire II et le patriarche Germanos, qu’il se résolut à publier un édit qui ordonnait la destruction de toutes les images saintes, édit qu’il proposa à la ratification d’un silention ou assemblée des plus hauts dignitaires civils et ecclésiastiques. Le patriarche, demeurant complètement hostile à la position impériale, fut démis de ses fonctions et remplacé par un de ses subordonnés, Anastase, tout disposé à se soumettre à la volonté de l’empereur. L’iconoclasme devenait la doctrine officielle de l’État,.

## Le premier synode

L’Empire byzantin en 717 montrant les thèmes d’Italie : 1. Ravenne; 2. Vénétie et Istrie; 3. Rome; 4. Naples; 5. Calabre.

Syrien d’origine, Grégoire III poursuivit l’action de son prédécesseur Grégoire II qui avait transmis des lettres tant à l’empereur Léon Ier qu’au patriarche de Constantinople dans lesquelles il tentait de prouver la légitimité de la vénération des images. Dès les premiers mois de son pontificat le nouveau pape écrivit également une série de lettres à l’intention de l’empereur Léon III dans lesquelles il exprimait son désaveu des pratiques de l’iconoclasme et de la persécution dont étaient victimes ceux qui continuaient à vénérer les images. Le pape chargea un prêtre du nom de Georges d’aller porter ces lettres à l’empereur. Toutefois, une fois rendu à Constantinople, ce dernier craignant le courroux impérial, décida de rentrer à Rome sans avoir remis les lettres à leurs destinataires.
Furieux du refus d’obéir de la part du prêtre, le pape convoqua un synode avant octobre 731 dans le but de dépouiller Georges de sa prêtrise. Toutefois, le synode tout en confirmant l’importance de réitérer la doctrine de l’Église quant à la vénération des images, se contenta de recommander que Georges soit simplement blâmé. Après avoir fait pénitence pour son refus d’obéir, celui-ci devait être envoyé de nouveau auprès de l’empereur Léon III porteur des mêmes lettres.

## Le deuxième synode

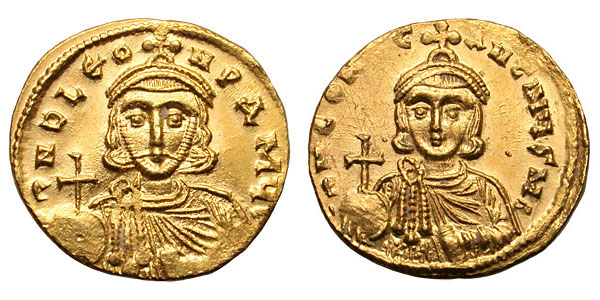
Solidus de Léon III et de son fils, le futur empereur Constantin V

Le prêtre Georges dut donc reprendre la route mais ne réussit qu’à atteindre la Sicile où il fut arrêté sur l’ordre de Léon III par le strategos Serge et détenu en prison pour une année. En réponse, le pape convoqua un nouveau synode qui se réunit dans la basilique Saint-Pierre de Rome le 1er novembre 731. Quatre-vingt-treize évêques d’Europe y participèrent y compris Antoine, patriarche du Grado, et Jean, archevêque de Ravenne, de même que l’ensemble du clergé de Rome et une bonne partie de la noblesse romaine,. La présence de l’archevêque de Ravenne, siège de l’exarchat et du représentant personnel de l’empereur, montrait à quel point la politique impériale avait offensé même ses partisans en Italie.
Le concile réaffirma la position traditionnelle de l’Église telle que définie par les papes précédents en faveur de la vénération des icônes et décréta que l’iconoclasme était une doctrine hérétique, affirmant que :

« Si quiconque, dans l’avenir, retire, détruit ou déshonore les images de notre Seigneur et Dieu Jésus-Christ, de sa mère, la glorieuse Vierge immaculée, ou encore de ses saints, celui-ci sera retranché du corps et du sang de notre Seigneur et de l’unité de son Église. »

L’empereur et le patriarche se trouvaient ainsi excommuniés.
Le pape confia alors une nouvelle lettre en faveur des icônes au Défenseur  Constantin avec comme mission de la porter à l’empereur. Toutefois, celui-ci fut lui aussi emprisonné à son arrivée en Sicile et la lettre confisquée. Des représentants d’autres villes d’Italie tentèrent de faire de même, avec les mêmes résultats. Le pape, dans un ultime effort, confia deux nouvelles lettres à un nouveau Défenseur du nom de Pierre, l’une à l’intention du patriarche Anastase de Constantinople, et l’autre aux coempereurs Léon III et Constantin, son fils, sans plus de succès.

## Les suites

Les conquêtes arabes de 622 à 750

Furieux, l’empereur décida de conquérir Rome et envoya à cet effet une flotte sous le commandement de Manès, strategos du thème des Cibyrrhéotes avec une triple mission : piller Ravenne et la Pentapole, s’emparer de Rome et détruire toutes les images saintes. La flotte mit la voile au printemps 733, mais s’échoua en mer Adriatique.
Léon III sépara alors de Rome les provinces grécisées du sud de l’Italie (Sicile et Calabre) ainsi que la partie orientale de la préfecture de l’Illyricum (Macédoine, Grèce, Péloponnèse) qui avaient jusque-là été du ressort de l’Église de Rome pour les mettre sous l’autorité du patriarche de Constantinople. La réorganisation ecclésiastique se doubla de mesures fiscales : il imposa la capitation aux populations de Sicile et Calabre et transféra les revenus des domaines pontificaux du sud de l’Italie qui s’élevaient à trois centenaria et demi d’or à Constantinople; la nouvelle ligne de démarcation des deux grandes capitales ecclésiastiques se confondait dorénavant avec la démarcation entre Orient et Occident,.
Les musulmans pour leur part, profitant du départ de la flotte byzantine vers l’Occident, attaquèrent en divers points de l’empire : les Turcs sur les rives de la mer Caspienne, les Arabes de Soliman en Paphlagonie, les Sarrasins débarquant en Sicile assiégèrent Syracuse. Entretemps, Manès qui avait réussi à sauver une partie de sa flotte mit le cap vers Ravenne. Le 26 juin 733, il attaqua la ville, mais la population parvint à encercler ses troupes et à massacrer ses soldats.
Une autre conséquence sur le plan de la juridiction ecclésiastique fut la séparation définitive des patriarcats du Grado et d’Aquilée. Appartenant au duché du Frioul pendant l’occupation lombarde, l’Église d’Aquilée s’était élevée au rang de patriarcat dans l’espoir de devenir membre à part entière de la Pentarchie. Cet espoir avait été anéanti en 606 par la division de son territoire en deux patriarcats, celui d’Aquilée et celui de Grado, correspondant au  morcellement politique de la zone : la terre frioulaine, incluant Aquilée, était sous domination lombarde, alors que le littoral adriatique de la Vénétie, avec Grado, restait territoire romain d’Orient. Le synode décréta que le patriarche de Grado aurait la primauté sur l’ensemble de la Vénétie et de l’Istrie, alors que le patriarche d’Aquilée ne conserverait que le contrôle de Cormons.